# Кідін Олександр Миколайович
Олександр Миколайович Кідін (нар. 17 березня 1909, місто Калуга, тепер Російська Федерація — 6 червня 1959, місто Москва) — радянський партійний діяч, 1-й секретар Владимирського і Удмуртського обласних комітетів КПРС, голова Смоленського облвиконкому. Член ЦК КПРС у 1952—1956 роках. Член Центральної Ревізійної Комісії КПРС у 1956—1959 роках. Депутат Верховної Ради СРСР 2—5-го скликань.

## Життєпис
Народився в родині залізничника. У 1924 році закінчив сім класів школи. У 1925 році вступив до комсомолу. З 1927 року працював чорноробом на залізниці.
У 1929 році закінчив Калузький механічний залізничний технікум.
У 1929—1932 роках — слюсар, помічник паровозного машиніста, машиніст, технік паровозного депо на Далекому Сході та в місті Калузі.
Член ВКП(б) з 1930 року.
У 1932—1933 роках служив у Робітничо-селянській Червоній армії.
У 1933—1936 роках — слухач Вищих юридичних курсів.
У 1936—1938 роках — прокурор Верейського району Московської області.
У 1938 — січні 1941 року — 1-й секретар Верейського районного комітету ВКП(б) Московської області.
У січні 1941 — 1942 року — 1-й секретар Клинського міського комітету ВКП(б) Московської області. У 1941 році призначений заступником відповідального керівника по північно-західній групі районів Московської області, займався організацією партизанських формувань, працював у німецькому тилу. Учасник німецько-радянської війни.
У 1942 — лютому 1945 року — заступник голови виконавчого комітету Московської обласної ради депутатів трудящих.
5 лютого 1945 — 6 жовтня 1950 року — голова виконавчого комітету Смоленської обласної ради депутатів трудящих.
У 1950 — серпні 1951 року — інспектор ЦК ВКП(б), заступник завідувача адміністративного відділу ЦК ВКП(б).
У серпні 1951 — листопаді 1955 року — 1-й секретар Владимирського обласного комітету ВКП(б) (КПРС).
У 1955 — березні 1956 року — завідувач відділу торгово-фінансових і планових органів ЦК КПРС. У березні 1956 — квітні 1959 року — завідувач відділу адміністративних і торгово-фінансових органів ЦК КПРС по РРФСР.
10 квітня — 6 червня 1959 року — 1-й секретар Удмуртського обласного комітету КПРС.
Помер 6 червня 1959 року. Похований на Новодівочому цвинтарі Москви.

## Нагороди
- два ордени Трудового Червоного Прапора
- орден «Знак Пошани»
- медаль «За оборону Москви»
- медаль «Партизанові Вітчизняної війни» 1-го ст.
- медаль «За доблесну працю у Великій Вітчизняній війні 1941—1945 рр.»
- медалі